# Лазурный (Красноярский край)
Лазурный — посёлок в Козульском районе Красноярского края России. Административный центр Лазурненского сельсовета. Находится на правом берегу реки Черёмушка (приток Кемчуга), непосредственно восточнее районного центра, посёлка Козулька, на высоте 304 метров над уровнем моря.

## Население
| 2010 |
| ---- |
| 516  |

По данным Всероссийской переписи, в 2010 году численность населения посёлка составляла 516 человек (225 мужчин и 291 женщина).

## Улицы
Уличная сеть посёлка состоит из 5 улиц и 1 переулка.